# Випава (річка)
Випава (словен. Vipava, італ. Vipacco) — річка, яка тече через західну Словенію та північний схід Італії. Бере початок у місті Випава. Довжина 49 км, з яких 44 км в межах Словенії. Вливається в річку Соча на території Італії. Має дельту джерел, утворену з дев'яти основних джерел.

## Галерея

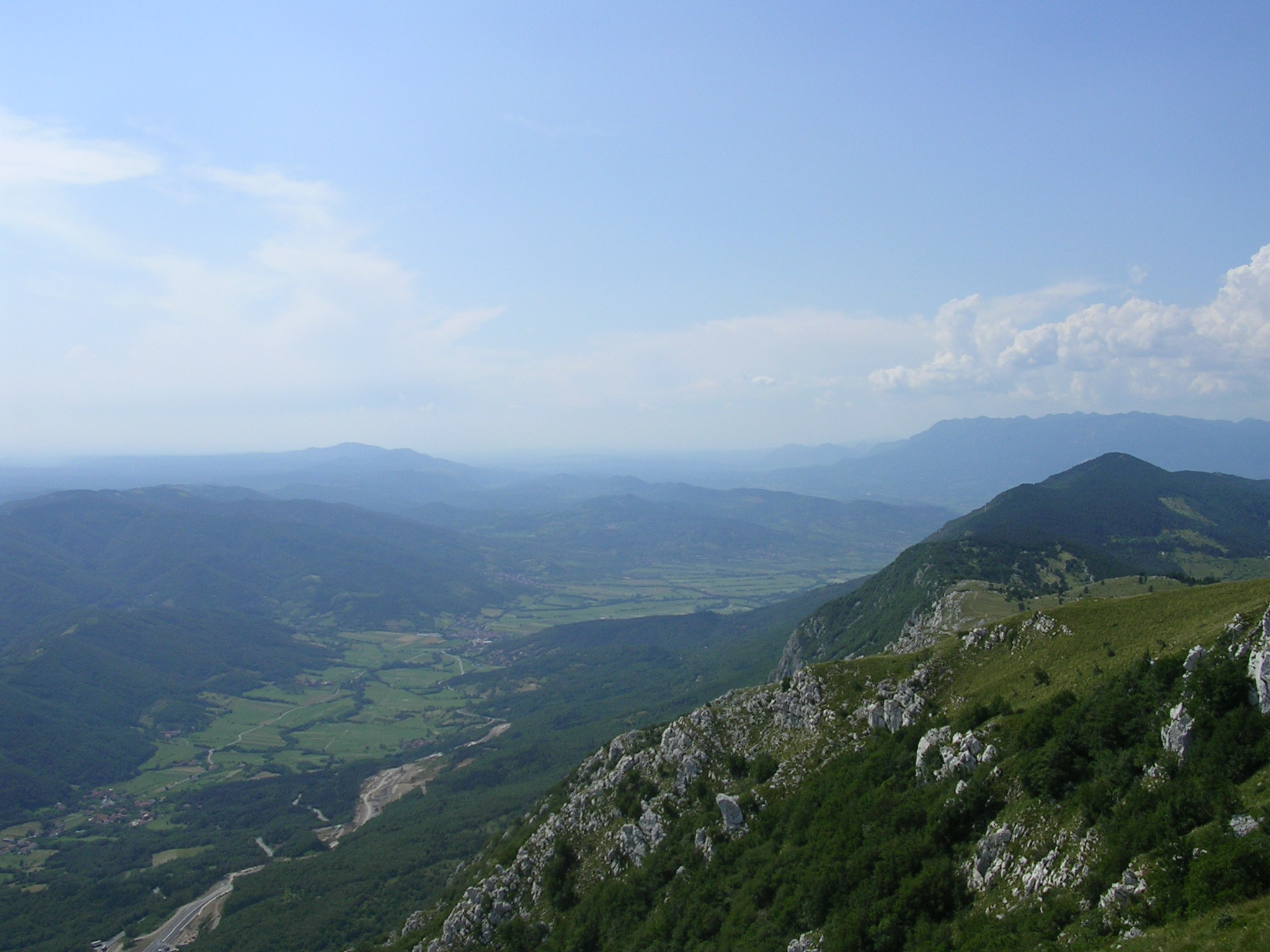
Краєвид долини річки
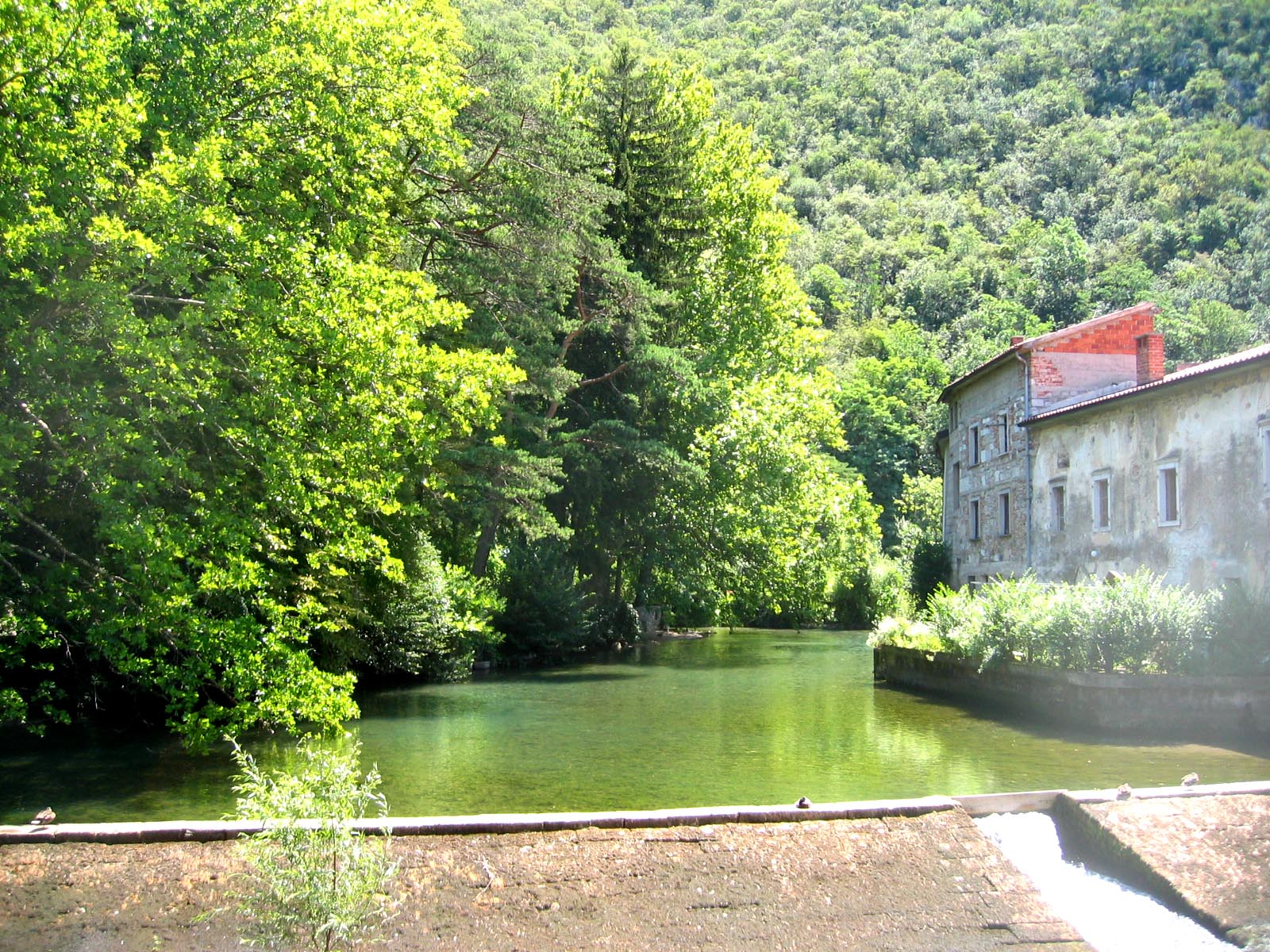
Одна з приток у м. Випава